# Mary Ann Glendon
Mary Ann Glendon (Pittsfield, 7 ottobre 1938) è una diplomatica e attivista statunitense, già ambasciatrice degli Stati Uniti presso la Santa Sede e docente di legge nella facoltà di giurisprudenza di Harvard.
Esperta di bioetica, diritto comparato, diritto costituzionale e diritto internazionale relativo ai diritti umani, è nota sostenitrice del movimento pro-life avversario al femminismo statunitense.

## Biografia
Cattolica, sposata prima civilmente e, dopo il divorzio dal primo marito, sacramentalmente con Edward R. Lev, è stata nominata membro della Pontificia Accademia delle Scienze Sociali il 19 gennaio 1994 da Papa Giovanni Paolo II, diventandone Presidente nel 2000.
Il 16 gennaio 2002 fu nominata membro del President's Council on Bioethics (Consiglio Presidenziale di Bioetica) dal presidente statunitense George W. Bush.
Il The National Law Journal, un periodico statunitense di giurisprudenza, l'ha dichiarata nel 1998 una delle cinquanta donne avvocato più influenti degli Stati Uniti.
Nel 1995 fu a capo della delegazione vaticana alla quarta Conferenza mondiale sulle donne sponsorizzata dalle Nazioni Unite e svoltasi a Pechino, in Cina (prima donna a ricoprire questo tipo di incarico per il Vaticano, dove si segnalò per le sue controverse dichiarazioni di chiusura verso l'uso dei profilattici nella prevenzione dell'AIDS («La Santa Sede non appoggia in alcun modo la contraccezione o l'uso dei profilattici, sia come sistema di pianificazione familiare sia nei programmi per la prevenzione dell'HIV/AIDS».
Fu spesso indicata come una possibile candidata alla Corte Suprema degli Stati Uniti.
Dopo l'elezione di Benedetto XVI ha espresso in più interviste parole favorevoli al nuovo Papa, ritenendo la sua proclamazione un segno di continuità rispetto alle politiche di Giovanni Paolo II.
La sua nomina come ambasciatore degli Stati Uniti presso la Santa Sede è stata annunciata il 5 novembre 2007. Il Senato americano ha votato per la conferma della nomina il 19 dicembre 2007. La Glendon divenne così la seconda donna a rivestire il ruolo di ambasciatore statunitense presso la Santa Sede, dopo Lindy Boggs nel 1997.
Ha presentato le sue lettere credenziali a papa Benedetto XVI in data 29 febbraio 2008.
Il 4 maggio 2009 viene resa pubblica una sua lettera all'University of Notre Dame nello Stato dell'Indiana (USA) nella quale dichiara che non avrebbe ritirato l'onorificenza Laetare Medal che la stessa Università intendeva conferirle. La ragione del rifiuto consiste nel fatto che a presiedere la cerimonia è stato invitato il presidente Barack Obama, del quale sono note le posizioni abortiste.
Dal 26 giugno 2013 al maggio 2014 è stata membro della Pontificia commissione referente sull'Istituto per le opere di religione; dal 9 luglio 2014 è membro del Consiglio di sovrintendenza del medesimo istituto.

### Traduzioni in italiano
- Mary Ann Glendon, Tradizioni in subbuglio, Rubbettino, Roma 2008
- Mary Ann Glendon, Verso un mondo nuovo. Eleanor Roosevelt e la Dichiarazione Universale dei Diritti Umani, Liberilibri, Macerata 2009